# سباستین رودریگز (شناگر)
سباستین رودریگز (به انگلیسی: Sebastián Rodríguez) (زادهٔ ۲۷ فوریهٔ ۱۹۵۷) شناگر اهل اسپانیا است.